# لایترو

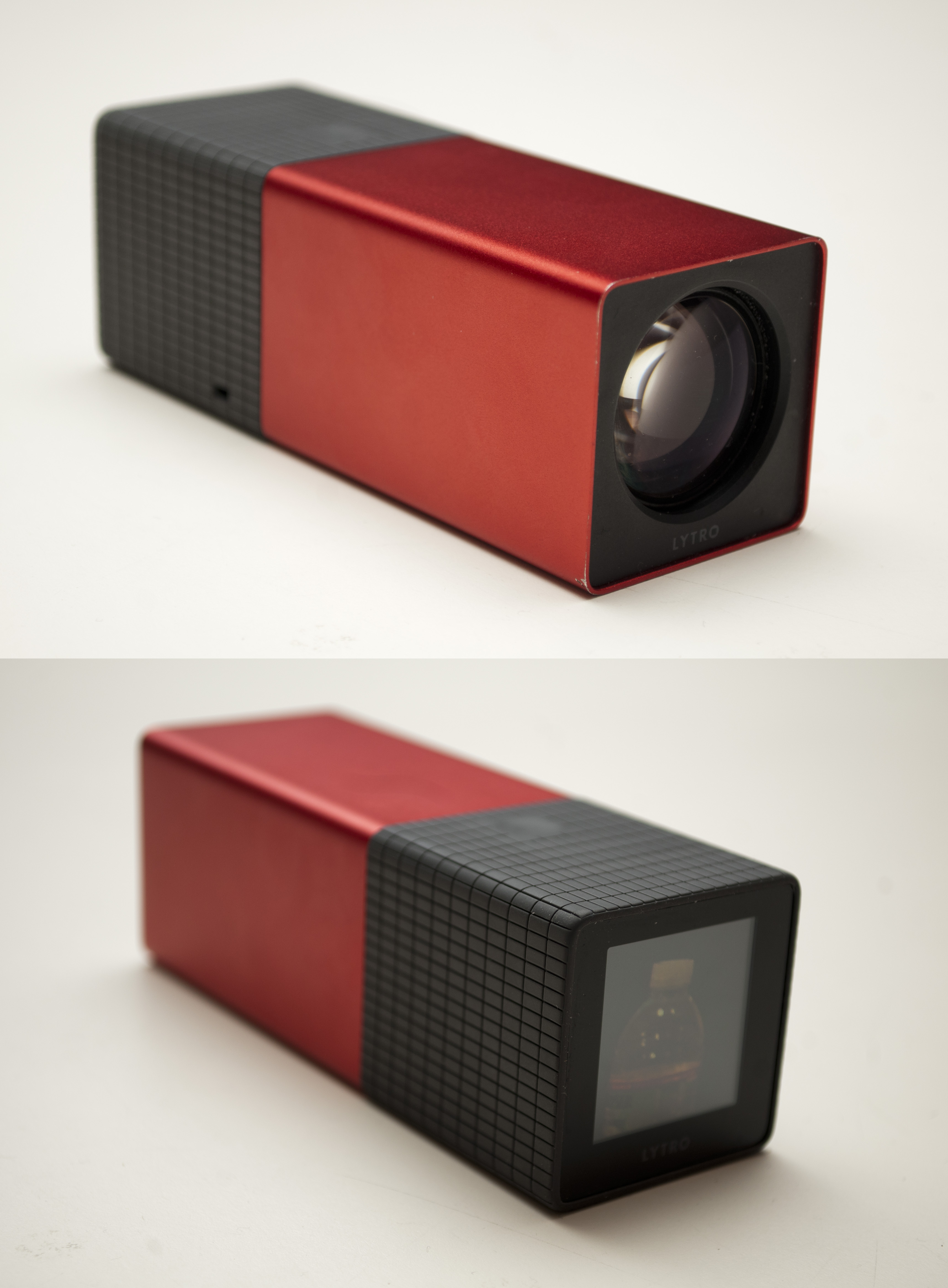
یک دوربین لایتروی ۱۶ گیگ به رنگ «قرمز داغ» در نمایش عمومی در دانشگاه کالیفرنیا، برکلی

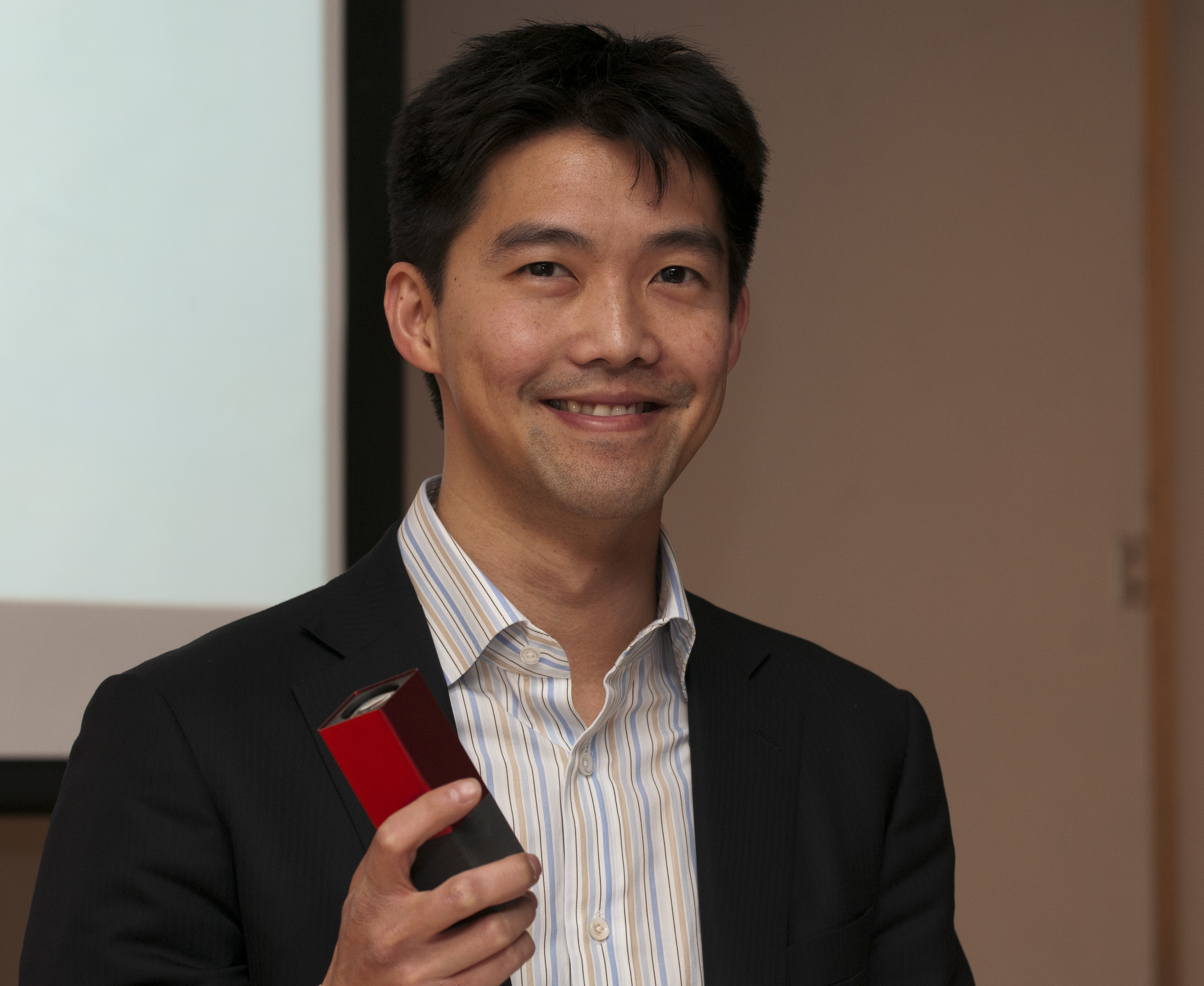
مؤسس شرکت با یک دوربین لایترو در دستش

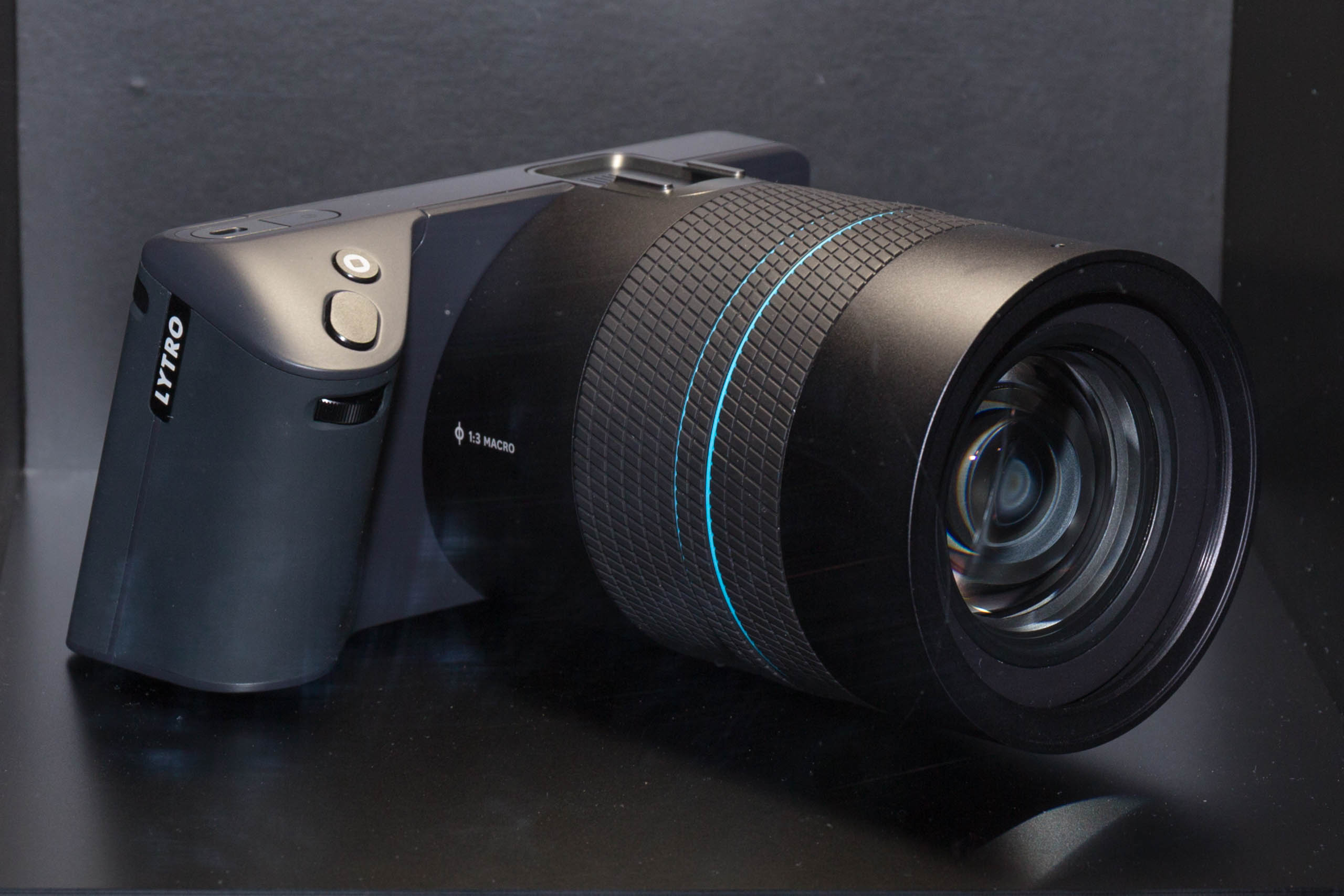
لایترو ILLUM 2015 CP+

لایترو شرکتی در زمینهٔ دوربین‌های دیجیتال میدان نور است که در سال ۲۰۰۶ توسط یک محقق دوربین‌های پلنوپتیک دانشگاه استنفورد تأسیس گردید.
محصولات لایترو برای استفادهٔ عموم به بازار عرضه می‌گردد، درحالیکه اولین شرکت در این زمینه یعنی ریتریکس آلمان، فقط محصولاتی با کاربرد صنعتی یا علمی-تحقیقاتی تولید می‌کند.
لایترو تولید محصولات را به شرکت‌های خوشنام و مطرح لایسنس نمی‌دهد و خودش به تولید آنها می‌پردازد.
در سال ۲۰۱۱، لایترو امکان تولید دوربینی را به نمایش گذاشت که می‌شد در آن فوکوس تصویری را بعد از گرفتن تصویر تغییر داد.
اولین دوربین‌های شرکت در ۲۹ فوریهٔ ۲۰۱۲ در انواع ۸ گیگ (۳۹۹ دلار) و ۱۶ گیگ (۴۹۹ دلار) به بازار فروش عرضه شد.
در فوریهٔ ۲۰۱۲، شرکت جایزهٔ ایده و نوآوری ژورنال بیزینس سن هوزی / سیلیکون ولی را در بخش فناوری کسب کرد.